# Strada statale 610 Selice o Montanara Imolese
La ex strada statale 610 Selice o Montanara Imolese (SS 610), ora strada provinciale 610 R Selice-Montanara-Imolese (SP 610 R) in provincia di Ravenna, strada provinciale 610 Selice o Montanara Imolese (SP 610) nella città metropolitana di Bologna, e strada provinciale 610 Selice Montanara Imolese (SP 610) in Toscana, è stata una strada statale italiana, il cui percorso si snodava tra l'Emilia-Romagna e la Toscana. Attualmente è classificata come strada provinciale in entrambe le regioni.

## Percorso
Ha origine dalla strada statale 16 Adriatica e, dopo poche centinaia di metri, raggiunge il centro abitato di Lavezzola; da qui procede principalmente in direzione sud-ovest, costeggiando Conselice fino ad entrare nella città di Imola.
Superata quest'ultima inizia a risalire l'Appennino imolese costeggiando il fiume Santerno: passa così per Casalfiumanese, Borgo Tossignano, Fontanelice e Castel del Rio; entra quindi in Toscana e, dopo 15 chilometri, raggiunge Firenzuola dove termina il suo percorso.

## Storia

### La costruzione del tratto appenninico
All'inizio del XIX secolo la parte di strada che risale la vallata del Santerno era carrozzabile solo da Imola a Fontanelice. A Borgo Tossignano, prima di Fontanelice, era necessario guadare il fiume. Il ponte, infatti, era crollato nel 1557 e da allora non era più stato ricostruito. Passata Fontanelice, il tracciato era ridotto a una mulattiera. L'unica infrastruttura esistente nel tratto appenninico era l'antico ponte di Castel del Rio. A partire dal 1829 la strada fu rifatta interamente. Secondo i canoni dell'epoca fu costruito un tracciato in ghiaia della larghezza di sei metri, con fossi laterali e paracarri. La costruzione della strada impegnò dapprima lo Stato Pontificio e si protrasse anche dopo la nascita del Regno d'Italia. Il primo tratto ad essere realizzato fu Imola-Casalfiumanese. Qualche anno dopo i lavori furono completati fino a Fontanelice.
Dal momento che la strada dopo Fontanelice era da progettare ex novo, furono considerate due alternative per raggiungere la Toscana: a) seguire la valle del Santerno; b) oppure andare verso il Passo della Raticosa. In base a questa seconda opzione il tracciato avrebbe abbandonato il Santerno subito dopo Fontanelice e si sarebbe diretto verso Belvedere e Piancaldoli, nella valle del Sillaro. La scelta definitiva fu presa nel 1838: si decise di seguire il fondovalle del Santerno; contestualmente l'infrastruttura fu classificata come “strada provinciale”, sollevando così i comuni attraversati dagli oneri di manutenzione. La costruzione del tratto appenninico richiese un ingente investimento finanziario. Furono costruiti tre ponti: due per il passaggio del fiume e uno per l'attraversamento della gola del rio Gaggio.
Il tracciato si snoda, allora come oggi, lungo la sinistra del fiume da Imola a Borgo Tossignano; qui passa sulla destra (Fontanelice) e procede fino a Castel del Rio, dove attraversa nuovamente il fiume passando su un ponte di nuova costruzione, posto più in alto rispetto al ponte degli Alidosi. Dopo quattro km la Montanara passa di nuovo sulla destra (ponte di Valsalva), fino al confine con la Toscana (Moraduccio). Per il superamento della gola del rio di Gaggio fu realizzato un grande ponte in muratura. L'opera dovette essere costruita due volte: la prima volta crollò nel giorno stesso dell'apertura (9 agosto 1848). Ricostruito interamente, fu inaugurato all'inizio del 1853. La strada fu completata definitivamente con la realizzazione del ponte di Valsalva (4 km dopo Castel del Rio). Lungo circa 140 metri e alto 25 al centro, fu inaugurato nel 1882.
Intanto, nel 1866 le Province di Bologna e di Ravenna avevano ammesso il tratto di pianura tra le strade provinciali dei rispettivi territori (il tratto Imola-Massa Lombarda per Bologna e il tratto Massa Lombarda-Bastia per Ravenna).

### XX secolo
Già contemplata nel piano generale delle strade aventi i requisiti di statale del 1959, è solo col decreto del Ministro dei lavori pubblici del 30 luglio 1970 che viene parzialmente elevata a rango di statale con i seguenti capisaldi d'itinerario: "Ponte Candina - Imola - Firenzuola".
Fino agli anni settanta del XX secolo il tratto a nord di Ponte Massa fino a Conselice correva sull'argine di un canale (lo scolo Zaniolo). La carreggiata era stretta con numerose curve, potenzialmente pericolose. Fu costruita una carreggiata interamente nuova a circa 100 m dal canale.
Proprio questi lavori di ammodernamento avevano interrotto il processo di classificazione del tratto di competenza ravennate, che venne completato col decreto del Ministro dei lavori pubblici del 4 giugno 1980 grazie al quale anche il tratto iniziale venne inserito nell'itinerario dell'arteria i cui capisaldi divennero: "Innesto strada statale n. 16 presso Lavezzola - Imola - innesto strada statale n. 503 a Firenzuola".

### XXI secolo
In seguito al decreto legislativo n. 112 del 1998, dal 2001 la gestione del tratto in Emilia-Romagna è passata dall'ANAS alla Regione Emilia-Romagna, che ha provveduto al trasferimento dell'infrastruttura al demanio della Provincia di Ravenna e della Provincia di Bologna (Città metropolitana di Bologna dal 2015) per le tratte territorialmente competenti; la gestione del tratto toscano è passata alla Regione Toscana che ha provveduto al trasferimento dell'infrastruttura al demanio della Provincia di Firenze (Città metropolitana di Firenze dal 2015).
Nel 2006 la carreggiata è stata allargata: i lavori hanno interessato il tratto da Ponte Massa al casello autostradale A14 (circa 12 km). Il 28 luglio 2006 è stata inaugurata la rotonda tra la Selice e la SS 253 "San Vitale".
Negli anni successivi sono stati effettuati lavori di allargamento e drizzamento del percorso da Ponte Massa al confine con il comune di Conselice.